# Sonny Clark Trio (album 1958)
Sonny Clark Trio – album Sonny’ego Clarka wydany przez wytwórnię Blue Note w 1958.
Jest to pierwszy album Clarka jako lidera tria. Został nagrany 30 listopada 1957 w studiu Rudy’ego Van Geldera w Hackensack.
Płyta jest utrzymana w stylistyce hard bopu. Utwory wykonywane są przez trio, z wyjątkiem „I'll Remember April”, który jest grany przez Clarka solo. Trzy utwory to standardy jazzowe, a pozostałe trzy są bebopowymi kompozycjami z lat 40.
Wydanie na CD, które ukazało się po raz pierwszy w 1988, zawiera dodatkowe wersje trzech utworów.

## Lista utworów
| 1. | „Be-Bop” (Dizzy Gillespie)                                                          | 9:53  |
|    |                                                                                     |       |
| 2. | „I Didn't Know What Time It Was” (Richard Rodgers, Lorenz Hart)                     | 4:20  |
|    |                                                                                     |       |
| 3. | „Two Bass Hit” (Dizzy Gillespie, John Lewis)                                        | 3:44  |
|    |                                                                                     |       |
| 4. | „Tadd's Delight” (Tadd Dameron)                                                     | 6:01  |
|    |                                                                                     |       |
| 5. | „Softly, As in a Morning Sunrise” (Sigmund Romberg, Oscar Hammerstein II)           | 6:32  |
|    |                                                                                     |       |
| 6. | „I'll Remember April” (Gene DePaul, Patricia Johnson, Don Raye)                     | 4:53  |
|    |                                                                                     |       |
| 7. | „I Didn't Know What Time It Was” (Richard Rodgers, Lorenz Hart) wersja alternatywna | 4:21  |
|    |                                                                                     |       |
| 8. | „Two Bass Hit” (Dizzy Gillespie, John Lewis) wersja alternatywna                    | 4:02  |
|    |                                                                                     |       |
| 9. | „Tadd's Delight” (Tadd Dameron) wersja alternatywna                                 | 5:01  |
|    |                                                                                     |       |
|    |                                                                                     | 48:47 |
|    |                                                                                     |       |

## Wykonawcy
- Sonny Clark – fortepian
- Paul Chambers – kontrabas (utwory 1-5 i 7-9)
- Philly Joe Jones – perkusja (utwory 1-5 i 7-9)

## Informacje uzupełniające
- Nadzór wykonawczy – Alfred Lion
- Nadzór wykonawczy nad wydaniem CD – Michael Cuscuna
- Inżynier dźwięku – Rudy Van Gelder
- Remastering cyfrowy – Ron McMaster
- Projekt okładki – Reid Miles
- Tekst na okładce – Leonard Feather
- Łączny czas nagrań – 35:23 (LP), 44:46 (CD)